# Großer Preis von Russland 2017
Der Große Preis von Russland 2017 (offiziell 2017 Formula 1 VTB Russian Grand Prix) fand am 30. April auf dem Sochi Autodrom in Sotschi statt und war das vierte Rennen der Formel-1-Weltmeisterschaft 2017.

## Bericht

### Hintergründe
Nach dem Großen Preis von Bahrain führte Sebastian Vettel in der Fahrerwertung mit sieben Punkten vor Lewis Hamilton und mit 30 Punkten vor Valtteri Bottas. In der Konstrukteurswertung führte Ferrari mit drei Punkten vor Mercedes und mit 55 Punkten vor Red Bull.
Beim Großen Preis von Russland stellte Pirelli den Fahrern die Reifenmischungen P Zero Soft (gelb), P Zero Supersoft (rot), P Zero Ultrasoft (violett) sowie für Nässe Cinturato Intermediates (grün) und Cinturato Full-Wets (blau) zur Verfügung. Da die Bestellung der jedem Fahrer zur Verfügung stehenden Reifen jeder Mischung bereits vor den Testfahrten vor der Saison aufgegeben werden musste, legte die FIA im Vorfeld fest, dass jeder Fahrer sieben Reifensätze Ultrasoft, vier Sätze Supersoft und zwei Sätze Soft zur Verfügung gestellt bekam.
Am Ausgang von Kurve zwei wurden drei Meter neben dem Streckenrand beidseitig sogenannte Speed-Bumps montiert. Dies sind 50 mm hohe, zusätzliche Randsteine, die die Fahrer am Verlassen der Strecke hindern sollen. Außerdem wurden in Kurve zwei, Kurve vier und Kurve 13 die TecPro-Barrieren verstärkt.
Die Strecke hatte zwei DRS-Zonen, die im Vergleich zum Vorjahr unverändert blieben. Die erste Zone begann am Scheitelpunkt von Kurve eins, der Messpunkt befand sich 138 Meter vor der Kurve. Der zweite Messpunkt lag 72 Meter vor Kurve zehn, direkt danach auf der Gegengeraden, 230 Meter hinter der Kurve begann die zweite DRS-Zone.
Nachdem McLaren-Honda in den ersten drei Rennen Probleme an der Antriebseinheit zu beklagen hatte und mit lediglich einer Zielankunft den letzten Platz in der Konstrukteurswertung belegt, setzte das Team bei diesem Grand Prix erstmals eine stark überarbeitete MGU-H ein, die bei den Testfahrten auf dem Bahrain International Circuit keinerlei Zuverlässigkeitsprobleme zeigte.
Daniil Kwjat (acht), Jolyon Palmer, Carlos Sainz jr. (jeweils sieben), Vettel (sechs), Nico Hülkenberg, Kevin Magnussen, Esteban Ocon, Pascal Wehrlein (jeweils vier), Romain Grosjean, Sergio Pérez (jeweils drei), Bottas, Marcus Ericsson, Hamilton, Felipe Massa, Kimi Räikkönen (jeweils zwei) und Max Verstappen (einer) gingen mit Strafpunkten ins Rennwochenende.
Mit Hamilton (zweimal) trat ein ehemaliger Sieger zu diesem Grand Prix an.
Rennkommissare waren Silvia Bellot (ESP), Paul Gutjahr (CHE), Mika Salo (FIN) und Wassili Skryl (RUS).

### Training
Im ersten freien Training fuhr Räikkönen in 1:36,074 Minuten die schnellste Runde vor Bottas und Hamilton. Das Training musste unterbrochen werden, nachdem Ocon die Motorabdeckung seines Fahrzeugs auf der Strecke verloren hatte. Bei Stoffel Vandoorne musste im Anschluss an das Training die Antriebseinheit gewechselt werden. Da er zuvor bereits den vierten Turbolader sowie die vierte MGU-H in dieser Saison eingesetzt hatte, bedeutet dies für ihn eine Rückversetzung in der Startaufstellung von 15 Plätzen.
Im zweiten freien Training war Vettel mit einer Rundenzeit von 1:34,120 Minuten Schnellster vor Räikkönen und Bottas.
Auch im dritten freien Training war Vettel mit einer Rundenzeit von 1:34,001 Minuten Schnellster vor Räikkönen und Bottas.

### Qualifying
Das Qualifying bestand aus drei Teilen mit einer Nettolaufzeit von 45 Minuten. Im ersten Qualifying-Segment (Q1) hatten die Fahrer 18 Minuten Zeit, um sich für das Rennen zu qualifizieren. Alle Fahrer, die im ersten Abschnitt eine Zeit erzielten, die maximal 107 Prozent der schnellsten Rundenzeit betrug, qualifizierten sich für den Grand Prix. Die besten 15 Fahrer erreichten den nächsten Teil. Die Ferrari-Piloten fuhren als einzige Piloten auf Supersoft, alle übrigen Piloten fuhren Ultrasoft. Bottas war Schnellster. Palmer schlug kurz vor dem Ende des Segmentes in die Streckenbegrenzung ein, wegen der gelben Flaggen war keine Verbesserung für die anderen Fahrer mehr möglich. Grosjean, die Sauber-Piloten, Vandoorne und Palmer schieden aus.
Der zweite Abschnitt (Q2) dauerte 15 Minuten. Die schnellsten zehn Piloten qualifizierten sich für den dritten Teil des Qualifyings. Bottas war erneut Schnellster. Alonso, Magnussen, die Toro Rosso-Fahrer und Lance Stroll schieden aus.
Der finale Abschnitt (Q3) ging über eine Zeit von zwölf Minuten, in denen die ersten zehn Startpositionen vergeben wurden. Vettel fuhr mit einer Rundenzeit von 1:33,194 Minuten die Bestzeit vor Räikkönen und Bottas. Es war die 47. Pole-Position für Vettel in der Formel-1-Weltmeisterschaft und die erste seit dem Großen Preis von Singapur 2015. Außerdem war es das erste Mal seit dem Großen Preis von Frankreich 2008, dass die Piloten des Ferrari-Teams die Plätze eins und zwei im Qualifying belegten.
Sainz jr. wurde wegen des Verursachens einer Kollision beim Großen Preis von Bahrain um drei, Vandoorne wegen des Verwendens des fünften Turboladers und der fünften MGU-H in dieser Saison um fünfzehn Startplätze nach hinten versetzt.

### Rennen
Der erste Start wurde abgebrochen, da Fernando Alonso aufgrund von Motorproblemen nicht starten konnte und in der Einfahrt zur Boxengasse anhielt. Der Teamfunk deutete auf Probleme mit der elektronischen Leistungszusatzeinheit MGU-K hin, die zu einem Verlust der Hybridleistung führten. Ohne das Energierückgewinnungssystem (ERS) wäre der MCL32 nicht konkurrenzfähig und der Rennsport würde den Rest der Antriebseinheit unnötig verschleißen. Alonsos McLaren-Teamkollege Vandoorne war bereits mit einer Strafe von 15 Startplätzen belegt worden, da er die im Reglement von 2017 festgelegte Grenze von vier Triebwerkswechseln pro Fahrer und Auto während der gesamten Saison überschritten hatte. Da Alonsos Auto bereits beim vierten von 20 Rennen zumindest teilweise mit seinem vierten Motor der Saison unterwegs war, wurde angesichts des Ladefehlers die Entscheidung getroffen, Alonso aus dem Rennen zu nehmen, um das Auto zu schonen. Alonso war nicht einmal in der Lage, die Einführungsrunde zu beenden, da er einen Totalschaden erlitt, bevor er in die Boxengasse zurückkehren konnte. Da Alonsos Auto die Strecke blockierte, wurde der Start vom FIA-Rennleiter Charlie Whiting abgebrochen und die Autos auf eine zusätzliche Einführungsrunde geschickt. Das Rennen wurde entsprechend um eine Runde verkürzt.
Bottas errang seinen ersten Sieg, nachdem er beim Start den ersten Platz belegte und vor Kurve 2 beide Ferrari überholte – unterstützt durch den Start von der sauberen Seite der Startaufstellung und den Windschatten hinter Vettel. Hamilton versuchte das Gleiche, wurde aber auf beiden Seiten vom Ferrari von Räikkönen, der jetzt Dritter war und Ricciardo von Red Bull, der vom fünften Platz aus um den vierten Platz kämpfte, bedrängt. Dies führte dazu, dass er aufgehalten und auf seinen Startplatz gedrängt wurde, wo er für den Rest des Rennens bleiben sollte. Vettel setzte sich unterdessen von den Kampfhähnen ab und verfolgte Bottas. Vettel führte das Rennen kurzzeitig an, als Bottas mit seiner Ein-Stopp-Strategie an die Box ging, verlor dann aber nach seinem eigenen Boxenstopp seine Position wieder. Er verbrachte das letzte Drittel des Rennens erneut damit, den Abstand zwischen ihm und Bottas schrittweise zu verringern, und kam nur wenige Runden vor dem Ende auf 0,7 Sekunden heran. Überrundeter Verkehr, insbesondere der langsame Williams von Massa, hinderte ihn jedoch letztendlich daran, den Führenden zu überholen, was dem Deutschen einen sicheren zweiten Platz bescherte. Räikkönen komplettierte das Podium. Er fuhr in Runde 49 zusätzlich eine späte schnellste Runde von 1:36,844 Minuten und fuhr damit nicht nur die schnellste Runde des Rennens, sondern auch die schnellste Runde aller Zeiten auf der Rennstrecke. Bei der Zielflagge folgte ihm Hamilton, der mit Abstand Vierter wurde. Hamilton hatte während des gesamten Rennens mit Überhitzung zu kämpfen.
Es war der erste Sieg von Bottas in der Formel-1-Weltmeisterschaft und der vierte Sieg eines Mercedes-Piloten im vierten Rennen auf dem Sochi Autodrom. Vettel erzielte die vierte Podestplatzierung im vierten Saisonrennen, Räikkönen seine erste seit dem Großen Preis von Österreich 2016.
Nicht ins Ziel kamen Alonso, der es wegen eines Ausfalls der Hybridladung nicht in die Startaufstellung schaffte, sowie Palmer und Grosjean, die in der ersten Runde ausschieden und einen Safety-Car-Einsatz verursachten. Ricciardo schied wegen Bremsproblemen aus. Massa lag auf dem 6. Platz, als er einen langsamen Reifenschaden erlitt und wegen neuer Reifen an die Box musste. Er fiel auf den 9. Platz zurück, hinter die beiden Force-India-Piloten Pérez und Ocon sowie dem Renault von Hülkenberg. Nach der Safety-Car-Phase gab es nur sehr wenige Überholmanöver auf der Strecke.
Obwohl Verstappens Red Bull vor Kurve 2 zwei Plätze gutmachte, kam er nicht weiter nach vorne und wurde Fünfter, eine Minute hinter Bottas, was einmal mehr zeigte, wie schwer Red Bull darum kämpfte, mit Ferrari und Mercedes mitzuhalten. Die Probleme des Teams wurden durch den Ausfall von Ricciardo, dem dritten technischen Defekt in vier Rennen, verschärft. Die restlichen Punkteplatzierungen belegten Pérez, Ocon, Hülkenberg, Massa und Sainz jr. Hamilton kam zuletzt beim Großen Preis von Europa 2016 außerhalb der Podestplätze ins Ziel, Ocon erzielte sein bestes Resultat in der Formel-1-Weltmeisterschaft.
In der Fahrerwertung baute Vettel den Vorsprung auf Hamilton aus, Bottas holte einige Punkte auf beide auf. In der Konstrukteurswertung lag Mercedes nun vor Ferrari, Red Bull blieb Dritter.

## Meldeliste
| Team                          | Nr. | Fahrer            | Chassis                   | Motor                         | Reifen |
| ----------------------------- | --- | ----------------- | ------------------------- | ----------------------------- | ------ |
| Mercedes AMG Petronas F1 Team | 44  | Lewis Hamilton    | Mercedes F1 W08 EQ Power+ | Mercedes-AMG F1 M08 EQ Power+ | P      |
| Mercedes AMG Petronas F1 Team | 77  | Valtteri Bottas   | Mercedes F1 W08 EQ Power+ | Mercedes-AMG F1 M08 EQ Power+ | P      |
| Red Bull Racing               | 03  | Daniel Ricciardo  | Red Bull RB13             | TAG Heuer                     | P      |
| Red Bull Racing               | 33  | Max Verstappen    | Red Bull RB13             | TAG Heuer                     | P      |
| Scuderia Ferrari              | 05  | Sebastian Vettel  | Ferrari SF70H             | Ferrari 062                   | P      |
| Scuderia Ferrari              | 07  | Kimi Räikkönen    | Ferrari SF70H             | Ferrari 062                   | P      |
| Sahara Force India F1 Team    | 11  | Sergio Pérez      | Force India VJM10         | Mercedes-AMG F1 M08 EQ Power+ | P      |
| Sahara Force India F1 Team    | 31  | Esteban Ocon      | Force India VJM10         | Mercedes-AMG F1 M08 EQ Power+ | P      |
| Williams Martini Racing       | 19  | Felipe Massa      | Williams FW40             | Mercedes-AMG F1 M08 EQ Power+ | P      |
| Williams Martini Racing       | 18  | Lance Stroll      | Williams FW40             | Mercedes-AMG F1 M08 EQ Power+ | P      |
| McLaren Honda                 | 14  | Fernando Alonso   | McLaren MCL32             | Honda RA617H                  | P      |
| McLaren Honda                 | 02  | Stoffel Vandoorne | McLaren MCL32             | Honda RA617H                  | P      |
| Scuderia Toro Rosso           | 26  | Daniil Kwjat      | Toro Rosso STR12          | Renault R.E.17                | P      |
| Scuderia Toro Rosso           | 55  | Carlos Sainz jr.  | Toro Rosso STR12          | Renault R.E.17                | P      |
| Haas F1 Team                  | 08  | Romain Grosjean   | Haas VF-17                | Ferrari 062                   | P      |
| Haas F1 Team                  | 20  | Kevin Magnussen   | Haas VF-17                | Ferrari 062                   | P      |
| Renault Sport F1 Team         | 27  | Nico Hülkenberg   | Renault R.S.17            | Renault R.E.17                | P      |
| Renault Sport F1 Team         | 30  | Jolyon Palmer     | Renault R.S.17            | Renault R.E.17                | P      |
| Renault Sport F1 Team         | 46  | Sergei Sirotkin   | Renault R.S.17            | Renault R.E.17                | P      |
| Sauber F1 Team                | 09  | Marcus Ericsson   | Sauber C36                | Ferrari 061                   | P      |
| Sauber F1 Team                | 94  | Pascal Wehrlein   | Sauber C36                | Ferrari 061                   | P      |

Anmerkungen
1. 1 2  Der Renault mit der Startnummer 46 wurde im ersten freien Training für Sirotkin eingesetzt. Hülkenberg übernahm das Fahrzeug anschließend für das restliche Rennwochenende mit seiner Startnummer 27.

## Klassifikationen

### Qualifying
| Pos.                                                                      | Fahrer            | Konstrukteur         | Q1       | Q2       | Q3       | Start |
| ------------------------------------------------------------------------- | ----------------- | -------------------- | -------- | -------- | -------- | ----- |
| 01                                                                        | Sebastian Vettel  | Ferrari              | 1:34,493 | 1:34,038 | 1:33,194 | 01    |
| 02                                                                        | Kimi Räikkönen    | Ferrari              | 1:34,953 | 1:33,663 | 1:33,253 | 02    |
| 03                                                                        | Valtteri Bottas   | Mercedes             | 1:34,041 | 1:33,264 | 1:33,289 | 03    |
| 04                                                                        | Lewis Hamilton    | Mercedes             | 1:34,409 | 1:33,760 | 1:33,767 | 04    |
| 05                                                                        | Daniel Ricciardo  | Red Bull-TAG Heuer   | 1:35,560 | 1:35,483 | 1:34,905 | 05    |
| 06                                                                        | Felipe Massa      | Williams-Mercedes    | 1:35,828 | 1:35,049 | 1:35,110 | 06    |
| 07                                                                        | Max Verstappen    | Red Bull-TAG Heuer   | 1:35,301 | 1:35,221 | 1:35,161 | 07    |
| 08                                                                        | Nico Hülkenberg   | Renault              | 1:35,507 | 1:35,328 | 1:35,285 | 08    |
| 09                                                                        | Sergio Pérez      | Force India-Mercedes | 1:36,185 | 1:35,513 | 1:35,337 | 09    |
| 10                                                                        | Esteban Ocon      | Force India-Mercedes | 1:35,372 | 1:35,729 | 1:35,430 | 10    |
| 11                                                                        | Carlos Sainz jr.  | Toro Rosso-Renault   | 1:35,827 | 1:35,948 | –        | 14    |
| 12                                                                        | Lance Stroll      | Williams-Mercedes    | 1:36,279 | 1:35,964 | –        | 11    |
| 13                                                                        | Daniil Kwjat      | Toro Rosso-Renault   | 1:35,984 | 1:35,968 | –        | 12    |
| 14                                                                        | Kevin Magnussen   | Haas-Ferrari         | 1:36,408 | 1:36,017 | –        | 13    |
| 15                                                                        | Fernando Alonso   | McLaren-Honda        | 1:36,353 | 1:36,660 | –        | 15    |
| 16                                                                        | Jolyon Palmer     | Renault              | 1:36,462 | –        | –        | 16    |
| 17                                                                        | Stoffel Vandoorne | McLaren-Honda        | 1:37,070 | –        | –        | 20    |
| 18                                                                        | Pascal Wehrlein   | Sauber-Ferrari       | 1:37,332 | –        | –        | 17    |
| 19                                                                        | Marcus Ericsson   | Sauber-Ferrari       | 1:37,507 | –        | –        | 18    |
| 20                                                                        | Romain Grosjean   | Haas-Ferrari         | 1:37,620 | –        | –        | 19    |
| 107-Prozent-Zeit: 1:40,623 min (bezogen auf Q1-Bestzeit von 1:34,041 min) |                   |                      |          |          |          |       |

Anmerkungen
1. ↑  Sainz jr. wurde wegen des Verursachens einer Kollision beim Großen Preis von Bahrain um drei Startplätze nach hinten versetzt.
2. ↑  Vandoorne wurde wegen des Verwendens des fünften Turboladers und der fünften MGU-H in dieser Saison um fünfzehn Startplätze nach hinten versetzt.

### Rennen
| Pos. | Fahrer            | Konstrukteur         | Runden | Stopps | Zeit        | Start | Schnellste Runde |
| ---- | ----------------- | -------------------- | ------ | ------ | ----------- | ----- | ---------------- |
| 01   | Valtteri Bottas   | Mercedes             | 52     | 1      | 1:28:08,743 | 03    | 1:37,367 (49.)   |
| 02   | Sebastian Vettel  | Ferrari              | 52     | 1      | + 0,617     | 01    | 1:37,312 (49.)   |
| 03   | Kimi Räikkönen    | Ferrari              | 52     | 1      | + 11,000    | 02    | 1:36,844 (49.)   |
| 04   | Lewis Hamilton    | Mercedes             | 52     | 1      | + 36,320    | 04    | 1:38,398 (18.)   |
| 05   | Max Verstappen    | Red Bull-TAG Heuer   | 52     | 1      | + 1:00,416  | 07    | 1:38,429 (47.)   |
| 06   | Sergio Pérez      | Force India-Mercedes | 52     | 1      | + 1:26,788  | 09    | 1:38,661 (51.)   |
| 07   | Esteban Ocon      | Force India-Mercedes | 52     | 1      | + 1:35,004  | 10    | 1:38,745 (50.)   |
| 08   | Nico Hülkenberg   | Renault              | 52     | 1      | + 1:36,188  | 08    | 1:38,418 (52.)   |
| 09   | Felipe Massa      | Williams-Mercedes    | 51     | 2      | + 1 Runde   | 06    | 1:38,232 (45.)   |
| 10   | Carlos Sainz jr.  | Toro Rosso-Renault   | 51     | 1      | + 1 Runde   | 14    | 1:38,858 (51.)   |
| 11   | Lance Stroll      | Williams-Mercedes    | 51     | 1      | + 1 Runde   | 11    | 1:38,870 (50.)   |
| 12   | Daniil Kwjat      | Toro Rosso-Renault   | 51     | 1      | + 1 Runde   | 12    | 1:38,300 (50.)   |
| 13   | Kevin Magnussen   | Haas-Ferrari         | 51     | 1      | + 1 Runde   | 13    | 1:39,566 (40.)   |
| 14   | Stoffel Vandoorne | McLaren-Honda        | 51     | 2      | + 1 Runde   | 20    | 1:39,790 (47.)   |
| 15   | Marcus Ericsson   | Sauber-Ferrari       | 51     | 2      | + 1 Runde   | 18    | 1:39,835 (48.)   |
| 16   | Pascal Wehrlein   | Sauber-Ferrari       | 50     | 2      | + 2 Runden  | 17    | 1:40,922 (37.)   |
| –    | Daniel Ricciardo  | Red Bull-TAG Heuer   | 5      | 0      | DNF         | 05    | 1:42,285 (04.)   |
| –    | Jolyon Palmer     | Renault              | 0      | 0      | DNF         | 16    | –                |
| –    | Romain Grosjean   | Haas-Ferrari         | 0      | 0      | DNF         | 19    | –                |
| DNS  | Fernando Alonso   | McLaren-Honda        | –      | –      | –           | 15    | –                |

## WM-Stände nach dem Rennen
Die ersten zehn des Rennens bekamen 25, 18, 15, 12, 10, 8, 6, 4, 2 bzw. 1 Punkt(e).

### Fahrerwertung
| Pos. | Fahrer           | Konstrukteur         | Punkte |
| ---- | ---------------- | -------------------- | ------ |
| 01   | Sebastian Vettel | Ferrari              | 86     |
| 02   | Lewis Hamilton   | Mercedes             | 73     |
| 03   | Valtteri Bottas  | Mercedes             | 63     |
| 04   | Kimi Räikkönen   | Ferrari              | 49     |
| 05   | Max Verstappen   | Red Bull-TAG Heuer   | 35     |
| 06   | Daniel Ricciardo | Red Bull-TAG Heuer   | 22     |
| 07   | Sergio Pérez     | Force India-Mercedes | 22     |
| 08   | Felipe Massa     | Williams-Mercedes    | 18     |
| 09   | Carlos Sainz jr. | Toro Rosso-Renault   | 11     |
| 10   | Esteban Ocon     | Force India-Mercedes | 9      |
| 11   | Nico Hülkenberg  | Renault              | 6      |

| Pos. | Fahrer             | Konstrukteur       | Punkte |
| ---- | ------------------ | ------------------ | ------ |
| 12   | Romain Grosjean    | Haas-Ferrari       | 4      |
| 13   | Kevin Magnussen    | Haas-Ferrari       | 4      |
| 14   | Daniil Kwjat       | Toro Rosso-Renault | 2      |
| 15   | Pascal Wehrlein    | Sauber-Ferrari     | 0      |
| 16   | Lance Stroll       | Williams-Mercedes  | 0      |
| 17   | Antonio Giovinazzi | Sauber-Ferrari     | 0      |
| 18   | Jolyon Palmer      | Renault            | 0      |
| 19   | Stoffel Vandoorne  | McLaren-Honda      | 0      |
| 20   | Fernando Alonso    | McLaren-Honda      | 0      |
| 21   | Marcus Ericsson    | Sauber-Ferrari     | 0      |

### Konstrukteurswertung
| Pos. | Konstrukteur         | Punkte |
| ---- | -------------------- | ------ |
| 1    | Mercedes             | 136    |
| 2    | Ferrari              | 135    |
| 3    | Red Bull-TAG Heuer   | 57     |
| 4    | Force India-Mercedes | 31     |
| 5    | Williams-Mercedes    | 18     |

| Pos. | Konstrukteur       | Punkte |
| ---- | ------------------ | ------ |
| 06   | Toro Rosso-Renault | 13     |
| 07   | Haas-Ferrari       | 8      |
| 08   | Renault            | 6      |
| 09   | Sauber-Ferrari     | 0      |
| 10   | McLaren-Honda      | 0      |